# Knives Out (jeu vidéo)
Pour les articles homonymes, voir Knives Out (homonymie).
Knives Out est un jeu de survie développé par NetEase Games. Fonctionnant initialement sur les smartphones avec un support pour Android et iOS, il a ensuite été porté sur des plateformes telles que Windows PC, PlayStation 4 et Nintendo Switch. Le jeu lui-même peut être téléchargé gratuitement sur le site officiel et sur les plates-formes de distribution d'applications en ligne telles que Google Play et Apple App Store, mais le contenu payant, comme les modes, peut être acheté dans le jeu en rechargeant. Le gameplay de ce jeu est similaire à celui de Jedi: Battle Royale, un jeu de type Battle Royale développé par le développeur de jeux vidéo sud-coréen Blue Hole. Le jeu est distribué et classé comme Supplementary 15 à Taïwan par Long Yi Technology, et est devenu l'un des modèles de jeux populaires en 2019.

## Gameplay
Knives Out est un jeu de tir à la troisième personne en mode solo dans lequel les joueurs incarnent un soldat de l'APL participant à un exercice militaire de sélection des forces spéciales de maintien de la paix. Dans cet exercice, 100 joueurs sont parachutés d'un hélicoptère sur une île isolée. Ils y collectent des équipements et des armes pour s'armer et vaincre les autres joueurs. Au fil du temps, la zone de réception des signaux sur l'île isolée se rétrécit progressivement, communément appelée le « cercle rétrécissant », et les joueurs doivent s'assurer qu'ils se trouvent dans la zone de réception des signaux, ou ils perdront le contact avec l'île, tandis que leur niveau de vie diminue progressivement, et ils meurent lorsqu'il atteint zéro. Les joueurs doivent utiliser des armes, des véhicules et d'autres outils pour vaincre les ennemis ou les éviter afin de survivre au jeu. Le joueur qui survivra jusqu'à la fin gagnera, le jeu se terminant alors et le joueur recevant les récompenses appropriées.
Dans le jeu, les joueurs facilitent leur survie en collectant des fournitures, qui se trouvent principalement dans les bâtiments. La quantité et la qualité des fournitures varient d'un bâtiment à l'autre. Les joueurs peuvent gagner plus d'espace dans leur sac à dos en achetant des sacs à dos plus perfectionnés pour pouvoir prendre plus d'armes, de munitions, de matériel de défense et de médicaments. Les armes telles que les fusils, les mitraillettes et les grenades peuvent être utilisées pour vaincre les ennemis afin de vous garder en vie, les équipements défensifs tels que les gilets pare-balles et les casques militaires peuvent réduire les dégâts que vous subissez lorsque vous êtes attaqué, et les médicaments peuvent vous guérir pour restaurer vos points de vie. Des véhicules sont également générés sur la carte du jeu, et les joueurs peuvent conduire des fourgonnettes, des motos, des jeeps et d'autres véhicules pour augmenter leur vitesse de déplacement, en particulier lorsque la zone de réception des signaux commence à se réduire, et les véhicules jouent un rôle important. Les joueurs peuvent également utiliser les transporteurs pour éperonner les ennemis ou bénéficier des transporteurs comme couverture. 